# Redukcja Bouguera
Redukcja Bouguera – jeśli teren wokół stanowiska pomiarowego był płaski albo jeśli wprowadziliśmy poprawkę terenową i pomierzone, a następnie poprawione przyspieszenie siły ciężkości mamy takie, jak gdyby teren wokół stanowiska był płaski, to przyciąganie warstwy zawartej pomiędzy geoidą a powierzchnią ekwipotencjalną punktu pomiarowego nazywamy przyciąganiem płyty Bougera.
Płytę tę możemy traktować jako walec o wysokości H równej grubości płyty i promieniu podstawy {\displaystyle a\to \infty .} Przyciąganie takiego walca w punkcie znajdującym się na jego górnej podstawie wyrazi się jako:
{\displaystyle g_{W}=2\pi G\sigma H.}
Efekt usunięcia płyty Bouguera, oznaczający zmniejszenie przyspieszenia siły ciężkości o wartość równą przyciąganiu walca, nazywamy redukcją Bouguera albo redukcją ze względu na płytę.
{\displaystyle \delta g_{B}=-2\pi G\sigma H=-0{,}0419\sigma H[mgl].}
Czasem mówi się o tej redukcji niepełna redukcja Bouguera. Sprawia ona, że punkt pomiarowy ma przyspieszenie takie, jakby znajdował się na wysokości H ponad „obnażoną” geoidą, nie zaś na geoidzie. Aby „sprowadzić” punkt pomiarowy na geoidę, trzeba jeszcze wykonać redukcję wolnopowietrzną. Jest to wtedy pełna redukcja Bouguera lub Bouguera-Younga:
{\displaystyle g_{B-Y}=(0{,}3086-0{,}0419\sigma )H.}